# Universidade de Massachusetts Dartmouth
A Universidade de Massachusetts Dartmouth (UMass Dartmouth, UMassD, ou UMD) é uma universidade localizada em North Dartmouth, Massachusetts, Estados Unidos, no centro da Região do Sul da Costa (South Coast Region), entre as cidades de New Bedford ao este e Fall River ao oeste. É uma das quatro instituições que formam a Universidade de Massachusetts desde 1991 quando a Southeastern Massachusetts University foi incorporada ao sistema da Universidade de Massachusetts.
O campus tem 9.155 estudantes, cifra que inclui os de graduado, pós-graduado e educação continuada. Na primavera de 2008, tinha 4.173 residindo no campus. Oferecem-se 61 programas de bacharelado e 32 de mestrado. Há 300 docentes a tempo completo.
UMass Dartmouth é reconhecida pelos seus programas de Administração de Empresas e Ciências Económicas, Engenharia, Enfermaria e Belas Artes. Entre as suas faculdades e escolas destaca a Escola de Direito da Universidade de Massachusetts.